# Stigmaphyllon gayanum
Stigmaphyllon gayanum är en tvåhjärtbladig växtart som beskrevs av Adrien Henri Laurent de Jussieu. Stigmaphyllon gayanum ingår i släktet Stigmaphyllon och familjen Malpighiaceae. Inga underarter finns listade i Catalogue of Life.